# Филетто
Филетто (итал. Filetto) — коммуна в Италии, расположена в регионе Абруццо, подчиняется административному центру Кьети.
Население составляет 1119 человек, плотность населения составляет 86 чел./км². Занимает площадь 13 км². Почтовый индекс — 66030. Телефонный код — 0871.
Соседние коммуны: Ари, Казакандителла, Гуардьягреле, Орсонья, Сан-Мартино-сулла-Марручина, Вакри.
Покровителем коммуны почитается святой апостол Иаков Старший, празднование 25 июля.